# Собрал (Каррегал-ду-Сал)
Собрал (порт. Sobral) — район (фрегезия) в Португалии, входит в округ Визеу. Является составной частью муниципалитета Каррегал-ду-Сал. Находится в составе крупной городской агломерации Большое Визеу. По старому административному делению входил в провинцию Бейра-Алта. Входит в экономико-статистический субрегион Дан-Лафойнш, который входит в Центральный регион. Население составляет 292 человека на 2001 год. Занимает площадь 5,11 км².
Покровителем района считается Дева Мария (порт. Nossa Senhora das Boas Novas (festeja-se a 21 de Novembro)).

## История
Район основан в 1695 году